# バルタザール (テューリンゲン方伯)
バルタザール（Balthasar von Thüringen, 1336年12月21日 - 1406年5月18日）は、マイセン辺境伯（在位：1349年 - 1382年）ならびにテューリンゲン方伯（在位：1382年 - 1406年）。父はマイセン辺境伯フリードリヒ2世、母は神聖ローマ皇帝ルートヴィヒ4世の娘マティルデ。フリードリヒ3世の弟、ヴィルヘルム1世の兄。

## 生涯
1349年の父の死後、しばらくは兄のフリードリヒ3世の後見下で暮らした後、兄及び弟のヴィルヘルム1世と共同または交替で領邦を統治した。
1381年に兄が亡くなると、バルタザールとヴィルヘルムの兄弟は、3人の甥フリードリヒ、ヴィルヘルム、ゲオルクとケムニッツ分割（Chemnitzer Teilung, 1382年11月13日）と呼ばれる協定を結び、バルタザールはテューリンゲン方伯となった。
1374年の春にニュルンベルク城伯アルブレヒトの娘マルガレータと結婚、2人の子を儲けたが1390年に死別、1404年にザクセン選帝侯ヴェンツェルの娘でヴォルフェンビュッテル侯フリードリヒ1世の未亡人アンナと結婚したが子供は生まれず、1406年の死後は息子のフリードリヒ4世（穏健伯）（1384年 - 1440年）に引き継がれた。娘アンナ（1377年 - 1395年）はアスカン家のザクセン選帝侯ルドルフ3世と結婚した。